# En stor mellemfinger til den nye skolereform
En stor mellemfinger til den nye skolereform (lejlighedsvis også kendt ved det kortere navn Fuck Skolereformen) var et aktivistisk elevinitiativ og aktionsfællesskab for skoleelever i Danmark. Initiativet blev grundlagt i august 2015 som en platform til at organisere modstand mod folkeskolereformen 2013/14, samt de længere skoledage i folkeskolen, der fulgte med reformen.
Initiativet/gruppen brugte i vid udstrækning Facebook som kommunikationsmiddel for sine aktiviteter. Aktionsgruppen blev dog også omtalt som en organisation, men selv afviste de, at være en egentlig interesseorganisation.
Gruppen var aktiv fra august 2015 og indtil begyndelsen af 2017.
I et opslag på Facebook d. 12. september 2018 betegnede gruppen deres kamp som at være vundet, og siden da er der ikke kommet nogle yderligere initiativer fra gruppen.

## Formål og virkemidler
Formålet med En stor mellemfinger til den nye skolereform udviklede sig efterhånden, som fællesskabet tog form. I august 2015 blev hovedmålet formuleret som en protest mod, at ”den nye reform stjæler vores fritid”, men gradvist udvidede fællesskabet dog sin ’målsætning’, så der i 2016 taltes om, at "målet er at stoppe skolereformen og at skabe en demonstrationskultur blandt skoleeleverne", ligesom en mere generel kritik af systemet betød at de også sagde: "elevernes konklusioner stopper dog ikke der. For dem er det ikke bare et spørgsmål om småjusteringer af systemet, men selve systemet den er gal med".
Foruden selve facebooksiden, hvor debat, nyheder og opfordringer blev slået op, så virkede En stor mellemfinger til den nye skolereform via aktioner, demonstrationer, skolebesættelser og kampagneture, ligesom plakatophængning, løbesedler samt salg af klistermærker og t-shirts indgik som en del af initiativets arbejde med at udbrede kendskabet til aktionsfællesskabet og dets formål samt at skaffe visse beskedne indtægter til samme.

## Organisering
Elevinitiativet var alene organiseret af skoleelever, og som talsmand for initiativet fungerede Legolas Szathmari, der gik i 9. klasse på Guldberg Skole i skoleåret 2016-2017, hvor han tillige var elevrådsrepræsentant.
Aktionernes form og initiativets retning var noget gruppens medlemmer fandt frem til gennem fælles drøftelser. Derudover arrangerede gruppen også et åbent stormøde i november 2016 for fælles drøftelser om aktiviteter, mål og strategi.
Elevinitiativet havde et bredt samarbejde med børnemagtsbevægelsen, og forældreorganisationen Folkeskoleforældre var også behjælpelige med at sprede budskabet om det nye elevinitiativ.

## Aktioner og aktiviteter
En stor mellemfinger til den nye skolereform har arrangeret en række udadvendte aktioner og aktiviteter, især i Københavnsområdet.
Følgende kan bemærkes:
- Demonstration d. 3. november 2015.[17][18][19][20][21]
- En ikke-politianmeldt demonstration d. 4. december 2015.[22][12][23]
- Besættelse af Guldberg Skole og Nørrebro Park Skole i København d. 11. december 2015.[22][24][25][12][26]
- Demonstration d. 5. januar 2016, hvor skuespiller og samfundsdebattør Anne Marie Helger var en af talerne under demonstrationen.[27][28][29][30]
- Aktion foran Undervisningsministeriet d. 11. marts 2016.[26][31][32][16]
- Kampagnetur "Mellemfinger på tur" til forskellige byer i provinsen 19.-20. marts 2016.[8]
- Demonstration d. 11. maj 2016.[33][34][35][36]
- Gadefest imod skolereformen d. 18. juni 2016.[37][16]
- Demonstration d. 3. november 2016.[38][39][16]
- Stormøde d. 30. november 2016.[14][10][40][16]

Endvidere har En stor mellemfinger til den nye skolereform deltaget i eller opfordret til deltagelse i en række aktiviteter arrangeret af andre foreninger og grupper og de fik i en sådan anledning mulighed for at afholde en 1. maj tale ved deres talsmand Legolas Szathmari.
Lejlighedsvise happenings, der ikke nødvendigvis var annonceret, kunne også indgå som en del af bevægelsens arbejdsmåde.
En enkelt mere traditionel debat om skolepolitik via de etablerede medier blev det dog også til.
Derimod havde elevinitiativet ikke den store succes med organisering af en underskriftsindsamling for "en ny og gennemtænkt folkeskolereform", blot 653 skrev under på opfordringen.

### Videre aktiviteter?
Selvom demonstrationen d. 3. november 2016 virkede nydeligt og pænt organiseret, så trak den kun, hvad der svarer til henved to skoleklasser, som deltagerantal.

Efter det såkaldte stormøde d. 30. november 2016 afholdt elevinitiativet ikke yderligere offentlige arrangementer/begivenheder. Antallet af opslag på facebooksiden efter nytåret 2016/2017 indskrænkede sig også, og en del af de opslag, der var, drejede sig om salg af merchandice.

Den 12. september 2018 annonceredes det dog i et opslag på gruppens facebookside: VI HAR VUNDET!.

## Kritik af Danske Skoleelever
Den officielt anerkendte organisation for skoleelever, Danske Skoleelever (DSE), og En stor mellemfinger til den nye skolereform havde på mange måder ganske modsat rettede holdninger til folkeskolereformen 2013/14. Men også i spørgsmål om organisering, arbejdsmåde og økonomi var forskellene store og siden august 2015 oplevede man gentagne gange, at En stor mellemfinger til den nye skolereform kritiserede DSE på forskellig vis og grundlæggende lod det til at holdningen hos elevinitiativet var, "at DSE har fejlet som organisation".
Kritikken fra En stor mellemfinger til den nye skolereform (som navnlig blev fremsat på gruppens facebookside) mod DSE var dog til tider ganske hård og vedholdende, især i perioden august-november 2015, hvor elevinitiativet mere var at ligne ved en Facebookgruppe end ved det aktionsfællesskab, som det siden udviklede sig til. Elevinitiativet har således både frabedt sig alle typer kommentarer fra DSE og deres tilhængere på deres facebookside og ligeledes fremstillet en video som en kommentar til og parodi på DSEs tilgang til det elevpolitiske arbejde.
Endelig dukkede en gruppe fra En stor mellemfinger til den nye skolereform uanmeldt op til en reception d. 15. juni 2016, som Danske Skoleelever afholdt på en restaurant i København og hvor også undervisningsministeren var til stede. Gruppen forsøgte at fremføre nogle af deres slagord, men blev snart efter bortvist af restaurantens ejer/forpagter, der ikke ønskede gruppens tilstedeværelse.

### Modsvar fra DSE
Udfald og beskyldninger som disse fik Danske Skoleelever til, efter demonstrationen d. 3. november 2015, at udsende en video som kommentar og modsvar til noget af den kritik og debattone, der var kommet fra En stor mellemfinger til den nye skolereform og demonstranterne.

## Reception og bedømmelse

### Elevorganisationer
Foruden Danske Skoleelevers reaktion på En stor mellemfinger til den nye skolereform (nævnt i forrige afsnit), så havde elevorganisationen Alle Danmarks Folkeskoleelever (ADFE), der eksisterede kortvarigt fra januar til maj 2016, et anderledes positivt syn på og forhold til En stor mellemfinger til den nye skolereform, og flere af ADFEs medlemmer deltog da også i nogle af de demonstrationer som blev arrangeret af En stor mellemfinger til den nye skolereform.

### Venstrefløjen
Den aktivistiske venstrefløj tog pænt imod En stor mellemfinger til den nye skolereform og lod også gruppen være repræsenteret på Politisk Bazar i Folkets Hus, ligesom gruppen også fik taletid på Antifascistisk 1. maj (2016).

Yderligere taletid til En stor mellemfinger til den nye skolereform kunne man se ved en demonstration i København d. 27. maj 2016 arrangeret af kampagnen Nej tak til nye kampfly og videre var gruppen også tildelt taletid ved en fællesdemonstration d. 4. oktober 2016 i forbindelse med Folketingets åbning.

### Folketingspolitikere
Politikernes reaktion på En stor mellemfinger til den nye skolereform var ganske forskelligartede. Johanne Schmidt-Nielsen fra Enhedslisten bakkede allerede i forbindelse med den første demonstration i november 2015 eleverne op med ordene: "Til folkeskoleeleverne der står ude på Slotspladsen og demonstrerer mod alt for lange skoledage: Vi kan godt se jer! Bliv ved!". Undervisningsordfører Anni Matthiesen fra Venstre fandt det positivt, at eleverne engagerer sig, men synes, det var ærgerligt, at det skete i skoletiden, og opfordrede i stedet eleverne til at bruge kræfterne lokalt. Undervisningsordfører Annette Lind fra Socialdemokratiet mente ligeledes, at demonstranterne fra En stor mellemfinger til den nye skolereform burde satse på det lokale elevdemokrati i elevrådene,  eller som hun formulerede det: "Hvis man vil ændre nogle ting, skal man ikke bare stille sig op foran Christiansborg og råbe op til os". Anders Samuelsen fra Liberal Alliance lagde i forbindelse med demonstrationen i maj 2016 en lille video ud på Facebook fulgt af ordene: "Hvorfor er de egentlig ikke i skole her midt på dagen?".

### Udlandet
Også i nabolandet Norge blev aktionsfællesskabets aktiviteter bemærket og omtalt.

### Som samfundsfænomen
En mere samfundsanalyserende tilgang til fænomenet En stor mellemfinger til den nye skolereform finder man i Anna Ullmans artikel "Med hånddukker skal autoriteter knækkes", hvor skribenten sætter En stor mellemfinger til den nye skolereform ind i en samfundsudvikling som hun ser især havende sin rod tilbage til 1968, hvor Danmarks Radios B&U-afdeling blev oprettet. Ifølge hende er der en klar sammenhæng mellem 1970'ernes antiautoritære børnefjernsyn, en film som Operation Kirsebærsten fra 1972, 1970'ernes Børnemagt-aktivister og så en aktivistisk og antiautoritær bevægelse som En stor mellemfinger til den nye skolereform i 2016 - eller som hun formulerede det:
| Citat | ikke desto mindre havde en begivenhed som børnenes nationale pjækkedag næppe været mulig i dag, hvis ikke det havde været for den store omvæltning i vores syn på børn som samfundsborgere, der foregik i 1970'erne. | Citat |
|       | |       |

#### Om kritisk holdning til elevråd
Gruppen udtalte ved flere lejligheder en mistro til, at elever kan opnå specielt meget indflydelse gennem et elevråd. Disse kritiske betragtninger blev taget op igen nogle år senere i et forsøg på at sætte fokus på en debat om nye måder at "genstarte" elevrådene på.

## Fodnoter
1. ↑  Eller som det formuleres i en oversigt over udenomsparlamentariske grupperingeringer i hovedstaden: "En stor mellemfinger til den nye skolereform. Aktivistisk affinitygruppe der arbejder for afskaffelsen af den nye folkeskolereform gennem demonstrationer gadefester besættelser osv. Meget fokuseret på folkeskoleelever men modtager solidaritet med kyshånd."'"`UNIQ--ref-00000000-QINU`"'
2. ↑  Legolas Szathmari: "Vi er ikke elevernes interesseorganisation, vi er bare deres mellemfinger".'"`UNIQ--ref-00000002-QINU`"'
3. ↑  Dog har elever fra forskellige dele af landet deltaget i nogle af disse aktiviteter.'"`UNIQ--ref-0000000F-QINU`"''"`UNIQ--ref-00000010-QINU`"''"`UNIQ--ref-00000011-QINU`"'